# Saputara
Saputara (Gujarati: સાપુતારા) ist ein etwa 3.000 Einwohner zählender Ort im äußersten Südosten des indischen Bundesstaats Gujarat. Unter britischer Herrschaft war es weit vor den etwa 70 km weiter westlich gelegenen Wilson Hills die einzig bedeutende Hill Station in Gujarat.

## Lage
Saputara liegt in der wald-, regen- und nebelreichen Berglandschaft der Westghats ca. 250 km (Fahrtstrecke) nordöstlich von Mumbai bzw. ca. 90 km nördlich von Nashik in einer Höhe von knapp 900 m ü. d. M. Die Grenze zum Bundesstaat Maharashtra befindet sich nur ca. 1 km südöstlich. Das Klima ist für indische Verhältnisse eher gemäßigt; Regenfälle gibt es fast nur in den Monsunmonaten Juni bis Oktober.

## Bevölkerung
Ca. 97,5 % der Einwohner sind Hindus (oder besser Bhil-Adivasi) und jeweils ca. 1 % sind Moslems und Christen; der Rest entfällt auf andere Glaubensgemeinschaften. Von den knapp 3.000 Einwohnern sind nur ca. 1.000 Männer, weil viele in den benachbarten Städten wie Nashik, Surat oder in Mumbai leben und arbeiten.

## Wirtschaft
Der Ort war jahrhundertelang landwirtschaftlich geprägt. Erst die sommerliche Anwesenheit hoher britischer Offiziere und Zivilbeamter veränderte allmählich das gesellschaftliche Leben. Heute gibt es zahlreiche Hotels aller Kategorien.

## Sehenswürdigkeiten
Der Ort bietet außer einem kleinen Museum für Volkskunst der Adivasi keinerlei historisch oder kulturell bedeutsame Sehenswürdigkeiten. Die Inder genießen jedoch das milde Klima und die fast immer grüne Landschaft und nutzen die nahegelegenen kleinen Stauseen zum Schwimmen oder für Ausflüge in gemieteten Booten.
Umgebung
- Ca. 1 km südlich des Ortes liegt ein kleines Künstlerdorf, in welchem kunsthandwerkliche Erzeugnisse der Bergstämme verkauft werden.
- Das wahrscheinlich im 17. Jahrhundert vom Marathenführer Shivaji erbaute, aber inzwischen arg ruinierte Hatgad Fort befindet sich ca. 7 km südlich. Von hier bieten sich Ausblicke über die umliegende Landschaft.